# Miles O'Brien (Star Trek)
„Miles O'Brien” este un personaj fictiv din serialele TV Star Trek: Generația următoare și Star Trek: Deep Space Nine din franciza Star Trek. 
Este interpretat de Colm Meaney.
Miles O'Brien este șeful operațiunilor pe stație și se ocupă de menținerea ei în cea mai bună stare de funcționare. Este căsătorit cu botanista și învățătoarea Keiko. Cei doi au împreună o fiică, Molly, și mai târziu, un fiu, Kirayoshi. O'Brien este primul personaj principal care nu are un grad de ofițer al Flotei Stelare, după ce a avut un rol secundar în Generația următoare.